# Adolfo Faggi
Adolfo Faggi (Firenze, 10 agosto 1868 – Castrezzato, 30 marzo 1953) è stato un filosofo e psicologo italiano.

## Biografia
Figlio di Carlo Faggi e Carolina Volpi, frequentò il liceo ginnasio Dante, dove ebbe per insegnante di filosofia Alessandro Chiappelli. Nel 1885 si iscrisse al Regio istituto di studi superiori di Firenze per studiarvi filosofia e lettere.
Allievo di Felice Tocco, cui dedicò la tesi di laurea dal titolo "La filosofia teoretica e morale dell'Incosciente di E. Hartmann" nel 1889. Il ventinove novembre 1893 arrivò secondo - dopo Giuseppe Tarantino - al concorso che gli permise di essere designato professore straordinario e di ottenere la cattedra di filosofia teoretica alla Regia Università di Palermo; dall'anno accademico 1895-1896 fu incaricato di tenere lezioni di pedagogia e lezioni libere di letterature moderne comparate.
Nominato professore ordinario il cinque dicembre 1897 e preside di Facoltà nel 1902, fu trasferito alla Regia Università di Pavia per sostituire Luigi Credaro alla cattedra di storia della filosofia. Nel 1915 si trasferì alla Regia Università di Torino per insegnarvi storia della filosofia e legislazione scolastica comparata.
Ritiratosi dalla vita accademica nel 1938, si trasferì con la moglie Annita a Castrezzato nel 1942, dove morì undici anni dopo.

## Opere
- Adolfo Faggi, La filosofia dell'Incosciente, Firenze, Le Monnier, 1890.
- Adolfo Faggi, Esposizione del sistema hartmanniano, Firenze, 1890.
- Adolfo Faggi, La religione e il suo avvenire secondo Eduardo Hartmann, Firenze, Civelli, 1892.
- Adolfo Faggi, Eduardo Hartmann e l'estetica tedesca, Firenze, Tip. Bonducciana A. Meozzi, 1895.
- Adolfo Faggi, Principi di psicologia moderna criticamente esposti, Palermo, Reber, 1895-1897.
- Adolfo Faggi, F. A. Lange e il materialismo, Firenze, Tip. Bonducciana A. Meozzi, 1896.
- Adolfo Faggi, Hartmann, Milano, Athena, 1927.